# یوکای برگ‌قاشقی
یوکای برگ‌قاشقی (نام علمی: Yucca filamentosa) نام یک گونه از سرده یوکا است.